# Tour de l'Horloge de Musala à Travnik
Pour les articles homonymes, voir Tour de l'Horloge.
La tour de l'Horloge de Musala est située en Bosnie-Herzégovine, sur le territoire de la ville de Travnik et dans la municipalité de Travnik. Construite après 1660, elle est inscrite sur la liste des monuments nationaux de Bosnie-Herzégovine.

## Localisation

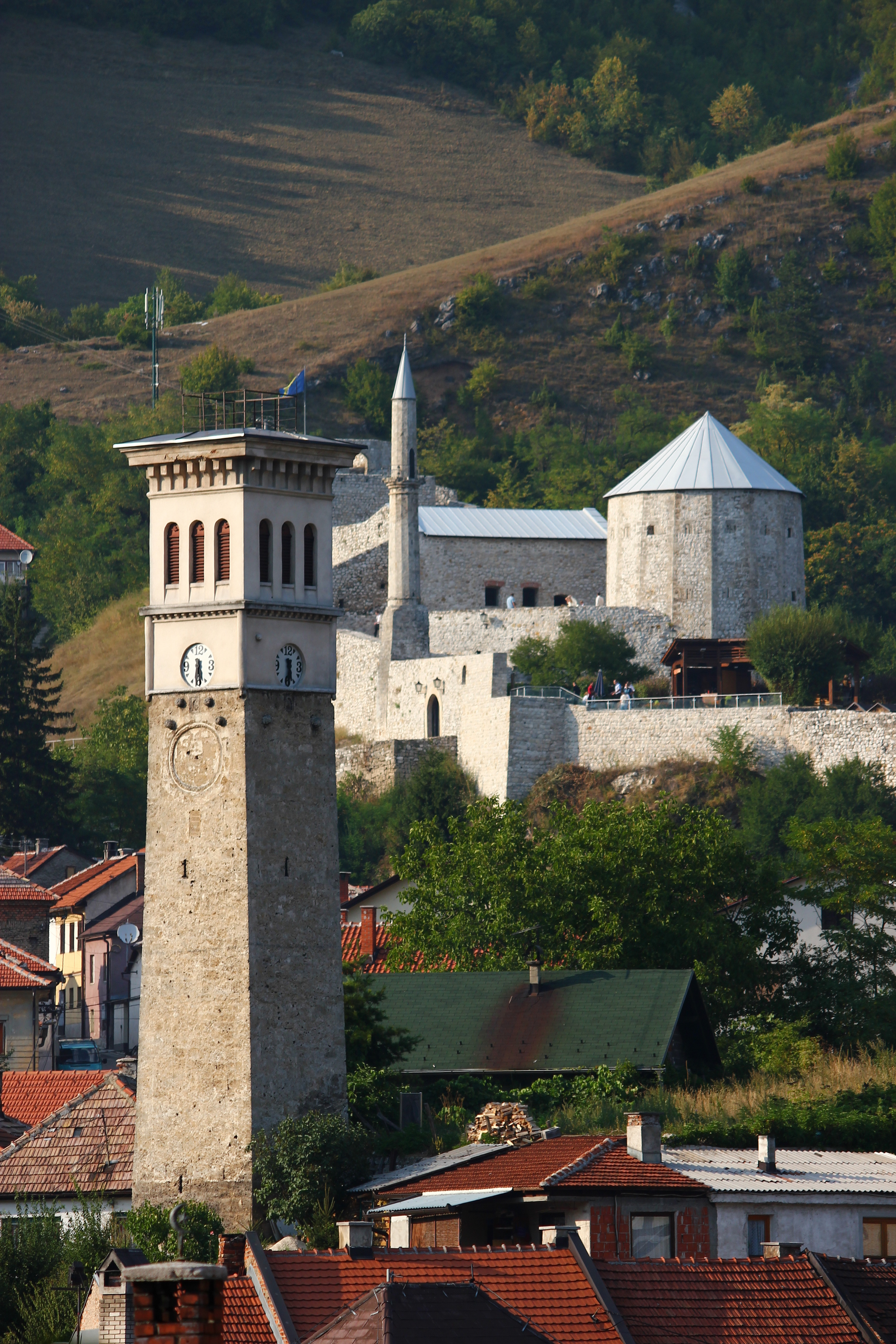
La tour de l'Horloge dans son environnement (forteresse de Travnik)